# San Colombano Certenoli
San Colombano Certenoli – miejscowość i gmina we Włoszech, w regionie Liguria, w prowincji Genua.
Według danych na rok 2004 gminę zamieszkiwało 2396 osób, 58,4 os./km².